# Eydehavn
Eydehavn, ook Eydehamn, is een plaats in de gemeente Arendal in de provincie Agder. De plaats is vernoemd naar Sam Eyde (1866-1940), de grondlegger van Norsk Hydro en Elkem, welke laatste een smelter is voor silicium en dergelijke. Hier bevindt zich de nitridefabriek Arendal Smelteverk. Eydehavn was eerder de hoofdplaats van de voormalige gemeente Moland.